# الورد
الورد، روستایی  از توابع بخش مرکزی شهرستان شهریار در استان تهران ایران است. این روستا از غرب به کبودین ، از شرق به دهشاد بالا، از جنوب به دهشاد پایین و از شمال به اسکمان منتهی می‌باشد.

## جمعیت
این روستا در دهستان رزکان قرار دارد و براساس سرشماری مرکز آمار ایران در سال ۱۳۸۵، جمعیت آن ۱۴۳۴ نفر (۳۵۵خانوار) بوده‌است.

## جاذبه‌های مذهبی و گردشگری
از جاذبه‌های گردشگری این روستا میتوان به کلاه فرنگی و تپه الورد اشاره کرد.

## معنای نام
الورد واژه‌ای عربی  به معنای گل سرخ می‌باشد.
آب و هوای این روستا در فصول مختلف سال متفاوت است در فصل بهار معمولاً آب و هوایی معتدل دارد ولی در فصل تابستان هوا معمولاً گرم می‌باشد و هر از گاهی وزش باد از شدت گرما میکاهد . در فصل زمستان و پاییز هم هوا سرد و خشک می‌باشد .